# Grand Prix Włoch 1927
Grand Prix Włoch 1927 (oryg. VII Gran Premio d’Italia)  oraz Grand Prix Europy 1927 (oryg. V Grand Prix d’Europe) – jeden z wyścigów Grand Prix rozegranych w 1927 oraz czwarta eliminacja Mistrzostw Świata Konstruktorów AIACR.

## Lista startowa
Na niebiesko zaznaczono kierowców, którzy nie byli zgłoszeni (lub byli kierowcami rezerwowymi), lecz współdzielili samochód w czasie wyścigu
| Nr | Kierowca          | Zespół | Samochód    | Silnik |   |
| -- | ----------------- | ------ | ----------- | ------ | - |
| 2  | Peter Kreis       |        | Miller 91   |        | ? |
| 4  | Robert Benoist    |        | Delage 155B |        | ? |
| 6  | Ferdinando Minoia |        | OM 865      |        | ? |
| 8  | George Souders    |        | Duesenberg  |        | ? |
| 10 | Earl Cooper       |        | Miller 91   |        | ? |
| 10 | Peter Kreis       |        | Miller 91   |        | ? |
| 12 | Giuseppe Morandi  |        | OM 865      |        | ? |
| Nr | Kierowca          | Zespół | Samochód    | Silnik |   |

## Wyniki

### Wyścig

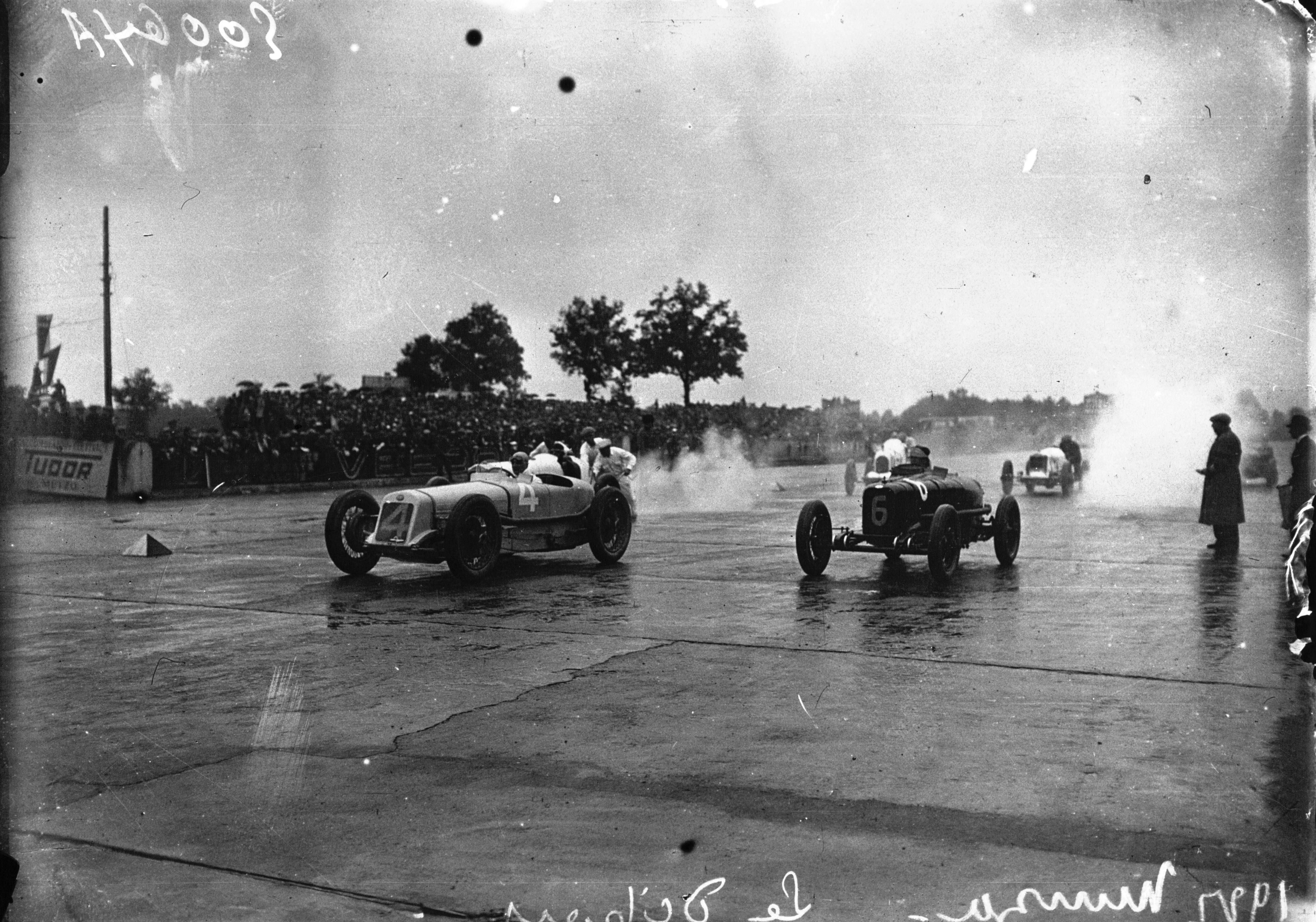
Start wyścigu

Źródło: formula1results.co.za
| P                 | + / – | Nr | Kierowca                | Konstruktor | Okr. | Czas / Strata | Komentarz |
| ----------------- | ----- | -- | ----------------------- | ----------- | ---- | ------------- | --------- |
| 1                 | 1     | 4  | Robert Benoist          | Delage      | 50   | 3:26,59,7     |           |
| 2                 | 4     | 12 | Giuseppe Morandi        | OM          | 50   | +0:12:32,8    |           |
| 3                 | 2     | 10 | Earl Cooper Peter Kreis | Miller      | 50   | +0:35:04,0    |           |
| 4                 | 1     | 6  | Ferdinando Minoia       | OM          | 50   | +0:35:28,8    |           |
| Niesklasyfikowani |       |    |                         |             |      |               |           |
|                   |       | 8  | George Souders          | Duesenberg  | 12   | Gaźnik        |           |
|                   |       | 2  | Peter Kreis             | Miller      | 1    | Korbowód      |           |
| P                 | + / – | Nr | Kierowca                | Konstruktor | Okr. | Czas / Strata | Komentarz |

### Najszybsze okrążenie
Źródło: teamdan.com
| Nr | Kierowca       | Konstruktor | Czas   | Okr. |
| -- | -------------- | ----------- | ------ | ---- |
| 4  | Robert Benoist | Delage      | 3:57,3 |      |